# ラジカル鈴木
ラジカル 鈴木（らじかる すずき、1966年11月7日 - ）は、日本のイラストレーター。

## 人物・来歴
- 1966年、埼玉県春日部市生まれ。都内の専門学校卒業ののちデザイン事務所に就職したが半年で退職。以降フリーランス。1989年、秋葉原でパソコン販売業をしていた実兄の勧めでMacintoshを導入。当時はまだ先駆的なコンピュータグラフィックスを手がけ始め、1995年頃デジタルならではのスタイルを確立。以降誰が見ても鈴木のものと判るポップな作風で出版、広告、テレビコマーシャル、番組タイトル、CD、DVD、WEB等のメディア、映画や演劇のメインビジュアルなどで活躍。
- 百貨店のキャンペーン、ファッション、カルチャー、教育、警視庁のキャンペーンポスターから雑誌・噂の真相まで、メジャーからアンダーグラウンド、コンサバティブからマイナー、文芸、ノンフィクション、実用と手がけた仕事はジャンルを厭わない。いずれの仕事もそのインパクトのある作風で目をひく仕上りになる。
- 国内外の賞を多数受賞、2006年には文化庁メディア芸術祭10周年企画「日本のメディア芸術100選」のアート部門に代表作「大顔展」ポスターが選出。
- イラストのみならず雑誌や新聞で映画レビュー、旅行、映画館ルポ、銭湯ルポ、にんにく料理レシピなどを執筆。ユーモア溢れる筆致の文筆家としても活躍。
- 大学、専門学校等でゲスト講師や審査委員経験豊富。雑誌やWebでの取材、インタヴュー掲載多数。
- デザイン無宿 : どん底クリエイタア物語 （20代、1987年〜1997年の回顧録）上梓（電子書籍）

## エピソード
- 偏食と深夜型の不規則な生活がたたり20歳から35歳の間に40kgの体重が増加、のち37歳までに23kgの減量に成功。綴った手記は婦人公論やHanako等の雑誌の記事や、書籍にまとめられる。
- にんにく好きが高じて、考案したレシピが新聞日刊ゲンダイの連載になり、書籍にまとまる。
- 銭湯やサウナ等の公衆浴場を毎日利用している。現在までに入った銭湯は都内を中心に400軒以上。東京都公衆浴場業環境衛生同業組合の冊子「1010」巻頭インタヴューや雑誌TARZAN、日刊ゲンダイ、散歩の達人等に登場し、独自の楽しみ方や、公に知られざるお薦めの銭湯紹介、健康的入浴法のレクチャーなどを展開。川崎市浴場組合連合会のPR制作物も手がける。
- ミュージシャンのプリンスの長年の大ファンであり、同じくプリンスのファンとして知られるイラストレーター安斎肇とイベントで共演経験がある。1986年の初来日・横浜公演は共に行って観ていた。2003年にはプリンスのスタジオのあるミネソタ州ミネアポリスまでライブを観に行った。2004年はNY公演も観る。
- フジテレビ「はじめて記念日」に家族で出た際、ベールに包まれていた本名がテロップで出てしまい困惑した。
- 三兄弟の末っ子で、他界した父親と、2人の兄すべてが事業主の一家である。
- 2008年に倒産した自費出版専門の新風舎から、会社側からの依頼企画で自費でない初作品集「RADICAL」を2001年に刊行したが、本人の納得のいかない不本意な出来に終り、当時から同社の業務姿勢に疑問を感じていたという。しかし本人がそれぞれに依頼した巻末の解説はプロデューサー榎本了壱、元マガジンハウス編集者石関善次郎、福富忠和が執筆し、充実している。
- 2008年初旬に初めて包丁を持ったにもかかわらず、大手ABCクッキングスタジオの丸の内本社でにんにく料理レシピの講師をした。おそらく歴代の料理経験最短の講師である。
- 半年で退職した際、若気の至りで思い立ったその日に退職してしまった。当時を振り返って、デザイン会社の社長には申し訳ないことをしたと語っている。
- デジタルクリエーター的イメージで売り出したが、実際はメカ等にあまり興味のない、どちらかというとアナログ人間であった。現在も最新のテクノロジーは、だいぶ後になってからフォローしているのが実情らしい。
- 日本全国に、健康のためのにんにくの新しい食べ方と常識の改革、さらなる普及のための活動を行なう「にんにく大使」の顔を持つ。

## 受賞歴
- ザ・チョイス広告コンペ最優秀賞。
- 第8回グラフィックアート3.3m2（ひとつぼ）展入選。
- クリエイティビティ年鑑29（U.S.A. ）入選。
- 第79回ニューヨークアートディレクターズクラブ賞（U.S.A. ）　銅賞受賞。
- 第11回ショーモン国際ポスターフェスティバル（フランス）入選。
- HKDA"DESIGN 2000" Show（香港）　金賞受賞。
- 第14回ユネスコ国際ポスター展（フランス）入選。
- 第13回ラハティ国際ポスター展 （フィンランド）2001年 入選。
- 第80回ニューヨークアートディレクターズクラブ賞（U.S.A. ）　銅賞受賞。
- JAGDA 年鑑2001（日本）入選。
- 第15回ユーモアと風刺・国際ビエンナーレ ガブロボ '01 （ブルガリア）入選。
- クリエイティビティ年鑑（U.S.A.）31金賞。

## 主な著書
- 「男の食いしんぼダイエット」（オレンジページ刊）巻頭、松村邦洋と対談。
- 「ラジカル式にんにく本」（CCRE刊）巻中、フードコーディネーター青木敦子と対談。

## イベント・展覧会歴
- 1992年ギャラリーハウス・マヤで初個展。同ギャラリーで '93 年 '95年 '97年も。1995年に初のCG作品発表。
- 1997年ドイツ、ベルリンのギャラリー・ベルリン・トウキョーで初海外個展。オリジナルポスター、ポストカード16種制作販売し完売。
- 1997年リクルートの年末チャリティ企画、ガーディアン・ガーデン「200人のこだわり温度計展」に初参加、以降「三角CLOCK展」「開運・銀座だるま祭」「Watch 2001」（壁掛け時計展）「ハッピーアンブレラ200」（傘展）「TAKO KITE」（凧展）「MINI MINI MOTOR SHOW」（ミニカー展）「JEANSE SHOP GINZA」（ジーンズ展）「ECO BAGS SAVE THE EARTH」（エコバック展）「GOOD DESIGN GOOD SENSU」（扇子展）「お茶にしませんか？」（カップ＆ソーサー展）「てぬぐいTOKYO」（手ぬぐい展）「有田の窯元がつくる 熊本天草陶石の磁器展 藍色カップ」（カップ展）「大阪の小さな工房で生まれたつつの靴下展」（靴下展）「福島の窯元がつくる大堀相馬焼197のちいさな豆皿展」（豆皿展）「167人のクリエイターと京都の職人がつくる ふろしき百花店」（風呂敷展）　160人のクリエイターと大垣の職人がつくるヒノキ枡「〼〼⊿〼（益々繁盛）」（升展）
- 参加

- 2003年 ガーディアン・ガーデン　個展「ラジカル鈴木と365人の仲間たち」
- 2003年 丸の内カウパレード2003　参加
- 2009年 東京デザイナーズウィーク　PUMA kidrobot協賛　GREEN&AFRICAコンテナ　参加
- 2010年 旧フランス大使館庁舎　No Man’s Landノーマンズ・ランド　参加
- 2012年 香港デザイナーズウィーク　参加
- 2016年 170人のクリエイターと有田の窯元がつくる 熊本天草陶石の磁器展 藍色カップ　参加
- 2017年 アート・オブ・ウルトラセブン展　参加
- 2017年 HOPPY! GARDEN! 展　参加
- 2017年 167人のクリエイターと大阪の小さな工房で生まれた”つつの靴下展”　参加
- 2018年 タツノコ ART展　参加
- 2018年 クリエイターと福島の窯元がつくる大堀相馬焼197のちいさな豆皿展　参加
- 2019年 167人のクリエイターと京都の職人がつくる「ふろしき百花店」　参加
- 2020年 160人のクリエイターと大垣の職人がつくるヒノキ枡「〼〼⊿〼（益々繁盛）」　参加
- 2021年 SDGsクリエイティブ展　参加

## 講演・出演歴
- 東京大学　日本顔学会会長・原島博教授と対談。
- 名古屋造形大学にゲスト講師。
- アミューズメントメディア総合学院にゲスト講師。
- 岩崎学園デザイン科にゲスト講師。
- 日本工学院デザイン科にゲスト講師。
- Q-FRONT　e-style　榎本了壱と対談。
- コミュニティプラザ玉川　イラストレーション教室にゲスト講師。
- スーパープロジェクト・イラスト・スクールにゲスト講師。
- 第3回若年者ものづくり競技大会で審査委員。
- バナナペーパーアート作品展でトークレクチャー。
- せたがやアースフェスタで対談。
- 薬膳料理研究会なつめくらぶイベントで対談。
- パーティーやイベントで2016年までに、ボディペインティングを含む6度のライブペインティングを行なっている。

## 代表作品
- 読売新聞社主催　開催地国立科学博物館他　「大顔展」　宣伝ヴィジユアル
- テンプスタッフ　ジョブチェキ！　キャラクターデザイン
- 吉本興業　プッチモニ　ちょこっとラブ　プロモーションビデオイラスト
- 第三舞台　舞台コーマ・エンジェル　（『天使は瞳を閉じて』の東京公演）キャラクターデザイン
- 松竹映画　OL忠臣蔵　宣伝ヴィジュアル
- 文学座　  舞台「Louge」宣伝ヴィジュアル
- CD　ポップタスチック・コンバセーション（ドイツ）ジャケット

出版・書籍
- 文藝春秋　林真理子著　世紀末思い出し笑い　装画
- 講談社　山田詠美著　熱血ポンちゃんは2度ベルを鳴らす　装画
- 新潮社　小沢章友著　心配しないでね　装画
- 講談社　岸本葉子著　恋もいいけど本も好き　装画
- 祥伝社　清水義範著　ピンポン接待術　装画
- マガジンハウス　香山リカ著　インターネット・マザー　装画
- 河出書房新社　末永直海著　薔薇の鬼ごっこ　装画
- 講談社　末永直海著　浮かれ桜　装画
- 飛鳥新社　石丸元章著 平壌ハイ　装画
- 文藝春秋　群ようこ著　挑む女　装画
- 講談社　島村麻里著　アジアンリゾートに快楽中毒　装画と挿画
- 河出書房新社　五十嵐太郎編・著ヤンキー文化論序説　装画
- 講談社　渡辺淳一著　みんな大変　装画と挿画
- 集英社　中村うさぎ著　「イタイ女」の作られ方　装画
- 青春出版社　岡田斗司夫 FREEex  渡辺由美子 著　「結婚ってどうよ!?」　装画
- 河出書房新社　五十嵐太郎著　都築響一 宮台真司 斎藤環 酒井順子 近田春夫 永江朗 共著　ヤンキー文化論序説　装画
- ぶんか社　川口友万著　飛び込めっ！男の科学くん　装画
- ぶんか社　ふかぁ〜い具志堅用高のはなし 　装画
- 秀和システム　Words of Prince New Breed with Takki 著　プリンスの言葉　装画
- 朝日新聞出版　浜矩子著　どアホノミクスとトラパンノミクス  どっちも”アホ”たる30の理由　装画
- 青志社　大下英治 著　吉本興業の真実　装画
- 講談社　馬場悠男 著　顔の進化　装画
- フォレスト出版　むらっち 著　むらっち占い　装画及び挿画

雑誌表紙・エディトリアル・挿し絵
- パルコ出版　御教訓カレンダー'98年版　表紙
- ベネッセコーポレーション　月刊通信英語講座MEWS　表紙
- 東京ニュース通信社　TVBros. 　表紙
- 世界文化社　月刊心理ゲームズ　表紙
- 毎日コミュニケーションズ　PCfan  BEST　表紙
- 噂の真相　表紙
- 文藝春秋　週刊文春　中村うさぎ　ショッピングの女王　挿し絵
- 講談社　週刊現代　男と女のデカメロン　挿し絵
- PHP　PHPスペシャル　鴨下真一　温古知新　挿し絵
- 朝日新聞出版　アエラ・イングリッシュ　ボキャビル道場　時事英語　挿し絵
- 週刊金曜日　表紙